# チャンピオン・エンブレム
チャンピオン・エンブレム（Champion Emblem）とは、サッカーや野球などのスポーツに於いて、選手権大会などに優勝したチームに授与されるものであり、ユニホームに縫い付けられるワッペンのこと。

## サッカー
サッカーに於いては、FIFAワールドカップ、FIFA女子ワールドカップ、FIFAフットサルワールドカップ（男子）優勝国に対して、国際サッカー連盟（FIFA）から授与される。なお、FIFAではFIFA Champion's Badgeと呼称している。チャンピオン国は、ワールドカップ優勝エンブレム（バッジ）を次回大会まで着用することが認められる。FIFAクラブワールドカップ優勝クラブにおいても、次回大会まで装着することが認められている。
また、日本サッカー協会では天皇杯全日本サッカー選手権大会優勝チームに、天皇杯優勝エンブレムを授与する。またJリーグでは、J1リーグのリーグ戦年間優勝クラブに対して優勝エンブレムを授与している。

### デザイン
日本では、2008年までは日本サッカー協会のシンボルである「三本足の烏」(八咫烏)に、天皇杯チャンピオンはEマークを、リーグチャンピオンはJマークを、2冠を達成したチームは星マークを、それぞれ付けたデザインを使用していた。2009年からは意匠を変更し、天皇杯は桜の花弁をあしらった天皇杯シンボルマークに、リーグは金色のJマークとなった。
国際サッカー連盟（FIFA）が、FIFAワールドカップ・FIFA女子ワールドカップ優勝国に対して授与するものは、金色地のセンターにワールドカップ、下に優勝回数分の星マーク。

### J1リーグ及び天皇杯
2008年までは三足烏、2009年以降は金色のJマークならびに天皇杯シンボルマーク。天皇杯シンボルマークは2019年までは天皇杯のみ装着。かつてはSUPER CUPでも装着していたが2015年以降はなくなった。2020年以降は天皇杯シンボルマークはワッペンとなり、全ての国内コンペティションにてユニフォーム裾または左袖に圧着される。
| 年度   | 前年度J1年間優勝   | 前年度天皇杯優勝       |
| ------ | ------------------ | ---------------------- |
| 1993年 |                    | 日産横浜マリノス       |
| 1994年 | ヴェルディ川崎     | 横浜フリューゲルス     |
| 1995年 | ヴェルディ川崎     | ベルマーレ平塚         |
| 1996年 | 横浜マリノス       | 名古屋グランパスエイト |
| 1997年 | 鹿島アントラーズ   | ヴェルディ川崎         |
| 1998年 | ジュビロ磐田       | 鹿島アントラーズ       |
| 1999年 | 鹿島アントラーズ   | （無し）               |
| 2000年 | ジュビロ磐田       | 名古屋グランパスエイト |
| 2001年 | 鹿島アントラーズ   | 鹿島アントラーズ       |
| 2002年 | 鹿島アントラーズ   | 清水エスパルス         |
| 2003年 | ジュビロ磐田       | 京都パープルサンガ     |
| 2004年 | 横浜F・マリノス    | ジュビロ磐田           |
| 2005年 | 横浜F・マリノス    | 東京ヴェルディ1969     |
| 2006年 | ガンバ大阪         | 浦和レッズ             |
| 2007年 | 浦和レッズ         | 浦和レッズ             |
| 2008年 | 鹿島アントラーズ   | 鹿島アントラーズ       |
| 2009年 | 鹿島アントラーズ   | ガンバ大阪             |
| 2010年 | 鹿島アントラーズ   | ガンバ大阪             |
| 2011年 | 名古屋グランパス   | 鹿島アントラーズ       |
| 2012年 | 柏レイソル         | FC東京                 |
| 2013年 | サンフレッチェ広島 | 柏レイソル             |
| 2014年 | サンフレッチェ広島 | 横浜F・マリノス        |
| 2015年 | ガンバ大阪         | ガンバ大阪             |
| 2016年 | サンフレッチェ広島 | ガンバ大阪             |
| 2017年 | 鹿島アントラーズ   | 鹿島アントラーズ       |
| 2018年 | 川崎フロンターレ   | セレッソ大阪           |
| 2019年 | 川崎フロンターレ   | 浦和レッズ             |
| 2020年 | 横浜F・マリノス    | ヴィッセル神戸         |
| 2021年 | 川崎フロンターレ   | 川崎フロンターレ       |
| 2022年 | 川崎フロンターレ   | 浦和レッズ             |
| 2023年 | 横浜F・マリノス    | ヴァンフォーレ甲府     |
| 2024年 | ヴィッセル神戸     | 川崎フロンターレ       |
| 2025年 | ヴィッセル神戸     | ヴィッセル神戸         |

### WEリーグ
2021年に開幕した女子のプロサッカーリーグWEリーグでは、チャンピオン・エンブレムに相当するものとして「WEリーグチャンピオンマーク」（リーグワッペンを金色にしたもの）を右袖に装着している。
| 年度            | 前年度WEリーグ優勝             |
| --------------- | ------------------------------ |
| 2021年 - 2022年 |                                |
| 2022年 - 2023年 | INAC神戸レオネッサ             |
| 2023年 - 2024年 | 三菱重工浦和レッズレディース   |
| 2024年 - 2025年 | 三菱重工浦和レッズレディース   |
| 2025年 - 2026年 | 日テレ・東京ヴェルディベレーザ |

## 日本プロ野球
日本野球機構（NPB）管轄のプロ野球においては後述するセントラル・リーグのオフィシャルタイプが登場する以前、チームがペットマークなどをアレンジしたチャンピオン・エンブレムを各々製作し装着する例があった。一番古い例は1949年に南海ホークスが1946年（近畿グレートリング時代）、1948年の2度の優勝を記念し、年号入りのフラッグタイプのエンブレムを装着した例とされる。

### セントラル・リーグ（2012年 - ）
セントラル・リーグは2012年より前年度優勝チームに対し、リーグ優勝の栄冠を称えてチャンピオン・エンブレムを授与する事となった。なお、クライマックスシリーズの結果に関わらず、リーグ優勝チームが対象となる。

#### デザイン
セントラル・リーグでは、優勝ペナントと優勝トロフィーが授与されるが、このエンブレムのデザインはその優勝トロフィー（通称「スリーバット」）を中央に据え、左にセ・リーグの連盟ロゴマーク、右に優勝した年度を西暦でプリント。背景はチャンピオンの色であるゴールドカラーを採用。さらに背景のゴールドには黒いグラデーションをつけ、エンブレム全体が立体的に見えるようにデザインされている。

#### 歴代授与チーム
チャンピオン・エンブレムを右袖に装着している。但し、広島東洋カープは左袖に装着している。
| 年度   | 前年度セ・リーグ優勝   |
| ------ | ---------------------- |
| 2012年 | 中日ドラゴンズ         |
| 2013年 | 読売ジャイアンツ       |
| 2014年 | 読売ジャイアンツ       |
| 2015年 | 読売ジャイアンツ       |
| 2016年 | 東京ヤクルトスワローズ |
| 2017年 | 広島東洋カープ         |
| 2018年 | 広島東洋カープ         |
| 2019年 | 広島東洋カープ         |
| 2020年 | 読売ジャイアンツ       |
| 2021年 | 読売ジャイアンツ       |
| 2022年 | 東京ヤクルトスワローズ |
| 2023年 | 東京ヤクルトスワローズ |
| 2024年 | 阪神タイガース         |
| 2025年 | 読売ジャイアンツ       |

横浜DeNAベイスターズのみ授与経験がない。

## バスケットボール
男子バスケットボールのNBLとTKbjリーグが統合して2016年9月に開幕したBリーグでは、チャンピオン・エンブレムに相当するものとして「Bリーグチャンピオンロゴ」を装着している。

### B1リーグ
リーグ戦の順位に関わらず、Bリーグチャンピオンシップの優勝チームが年間優勝チームとなるため、対象となる。

#### 歴代授与チーム
| 年度          | 前年度B1リーグ優勝     |
| ------------- | ---------------------- |
| 2016年-2017年 |                        |
| 2017年-2018年 | 栃木ブレックス         |
| 2018年-2019年 | アルバルク東京         |
| 2019年-2020年 | アルバルク東京         |
| 2020年-2021年 | （無し）               |
| 2021年-2022年 | 千葉ジェッツ           |
| 2022年-2023年 | 宇都宮ブレックス       |
| 2023年-2024年 | 琉球ゴールデンキングス |
| 2024年-2025年 | 広島ドラゴンフライズ   |

## アマチュア野球
日本のアマチュア野球では、2種類のチャンピオンエンブレムが存在する。

### 都市対抗野球大会

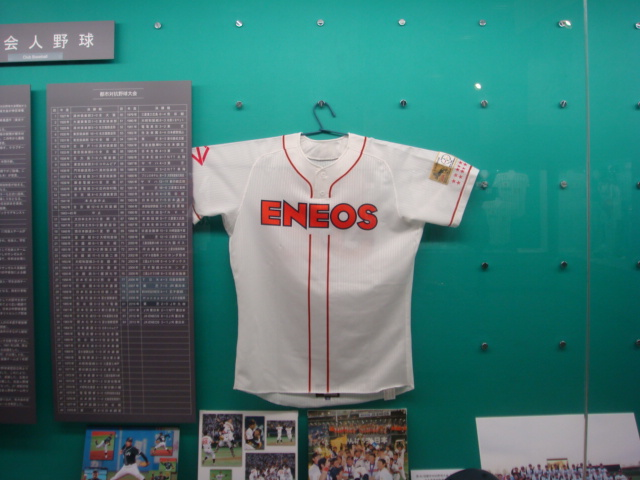
第84回都市対抗野球大会優勝のJX-ENEOSユニフォーム。左袖に黒獅子エンブレムがつけられている。

2001年より都市対抗野球大会優勝チームに対してその栄誉を称え、黒獅子エンブレムが副賞として贈られている。黒獅子エンブレムは優勝チームのユニホーム左袖に翌年度の都市対抗野球大会終了まで着用する習わしとなっている。尚、黒獅子エンブレムを貼付した都市対抗野球優勝チームのユニホームは野球殿堂博物館に寄贈されて展示される。

### 社会人野球日本選手権大会
社会人野球日本選手権大会では、2007年より優勝チームへの副賞の一つとして、ユニフォームの袖に同大会の優勝旗（通称・ダイヤモンド旗）と同じ意匠のエンブレムをつける（2007年のトヨタ自動車が第1号）。なお、期間は黒獅子エンブレム同様、翌年度の社会人野球日本選手権大会終了までの1年間。